# Albastru de Rusia

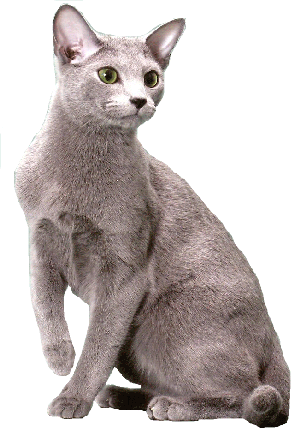
Albastru de Rusia

Albastru de Rusia este numele unei rase de pisici originară din Rusia. Are blana scurtă și gri. Speranța de viață este de peste 16 ani 